# Great Abaco
Great Abaco är en ö i Bahamas. Den ligger i distriktet Central Abaco District, i den norra delen av landet, 160 km norr om huvudstaden Nassau. Arean är 1 680 kvadratkilometer, vilket gör den till en av de största öarna i landet.
Terrängen på Great Abaco är mycket platt. Öns högsta punkt är 40 meter över havet.